# DR-Baureihe VT 2.09

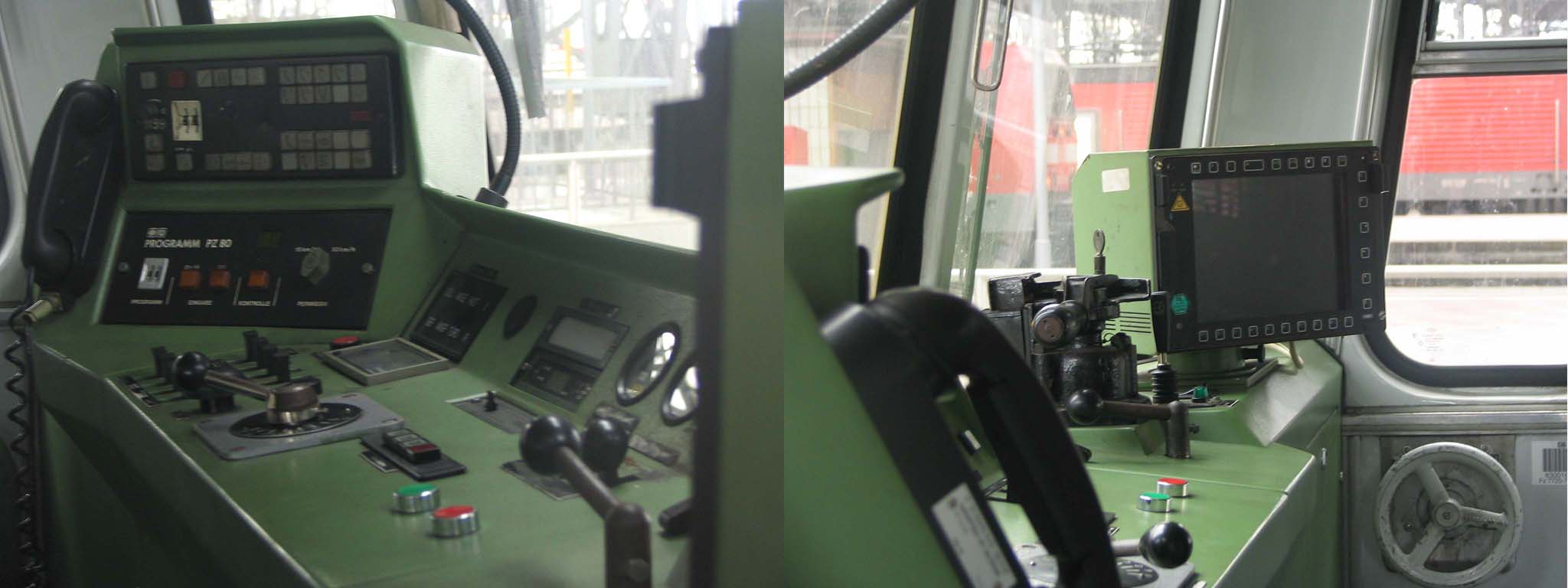
Führerstand des LVT 772 342.

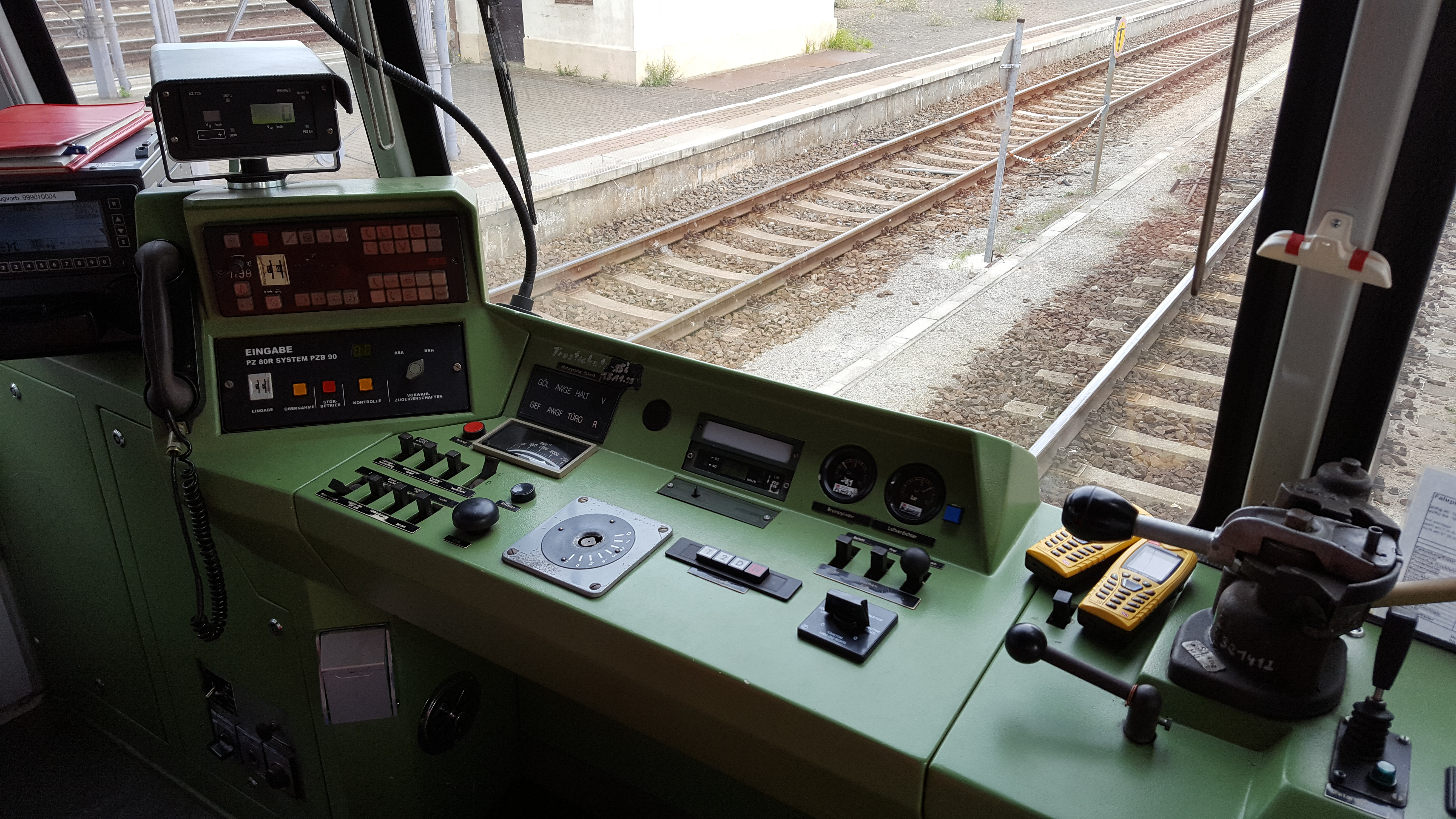
Führerstand des 772 332

Als DR-Baureihe VT 2.09 (ab 1970: Baureihe 171/172) wurden Schienenbusse der Deutschen Reichsbahn bezeichnet, die vom VEB Waggonbau Bautzen entwickelt und dort, sowie später vom VEB Waggonbau Görlitz, produziert wurden. Nach Übernahme der Fahrzeuge durch die Deutsche Bahn AG erfolgte die Umbezeichnung in die Baureihe 771/772.

## Geschichte
Schon frühzeitig suchte die Deutsche Reichsbahn nach Möglichkeiten, die Fahrzeugvielfalt auf den Nebenbahnen zu vereinheitlichen und den dortigen Betrieb zu rationalisieren. Dazu erfolgte 1955 die Beauftragung des VEB Waggonbau Bautzen, einen leichten Verbrennungstriebwagen für einen wirtschaftlichen Personenverkehr zum Einsatz auf Neben- und Hauptstrecken zu entwickeln.
Bereits 1957 konnten ein in Stahlleichtbau gefertigtes und als „Baumuster 1“  bezeichnetes Fahrzeug VT 2.09.001 und der zugehörige Beiwagen VB 2.07.501 fertiggestellt und in die Erprobung überführt werden. Den Antrieb realisierte man seinerzeit mit importierten Komponenten wie einem Büssing-Motor U10 mit 95 kW/130 PS und einem Elektroschaltgetriebe 6E75S der Zahnradfabrik Friedrichshafen. Das Achswendegetriebe GM130 lieferte die Firma Gmeinder aus Mosbach (Baden).
Das „Baumuster 2“, der VT 2.09.002 mit VB 2.07.502, wurde 1959 geliefert. Es erhielt eine Antriebsanlage aus einheimischer Produktion. So wurde der für den Einsatz auf Hauptstrecken etwas schwache Büssingmotor durch einen Sechszylinder-Dieselmotor 6 KVD 18 HRW mit 132 kW/180 PS des VEB Motorenwerk Johannisthal ersetzt, der über eine Flüssigkeitskupplung KUM5 das Elektroschaltgetriebe ESA86 vom VEB Maschinen- und Zahnradwerk Gotha/Thür. antrieb. Selbiger Hersteller lieferte auch das neue Achswendegetriebe AWÜK 11,5.
Nach umfangreicher Erprobung und Ertüchtigung der Baumuster übergab der Waggonbau Bautzen 1962 die Nullserienfahrzeuge VT 2.09.003/VB 2.07.503 bis VT 2.09.007/VB 2.07.507 an die Deutsche Reichsbahn.
Ab 1963 begann mit VT 2.09.008–070 und zugehörigen Beiwagen die Auslieferung der ersten Bauserie. 1965 folgten weitere 16 Triebwagen (VT 2.09.101–116) und damit erstmals statt einfacher Beiwagen nun auch die lange erwarteten Steuerwagen VS 2.08.101-116 als zweite Bauserie. Damit war das für den Fahrtrichtungswechsel erforderliche Umsetzen an Streckenendpunkten nun unnötig, was die Wendezeiten verkürzte und die Betriebsabwicklung erheblich vereinfachte.
Im Zuge der Spezialisierung der Herstellerwerke wurde die dritte und letzte Bauserie mit 73 Trieb- und 72 Steuerwagen ab 1968 im VEB Waggonbau Görlitz gefertigt. Dieser Serie ordnete man die Betriebsnummern VT 2.09.201 bis 273 zu. Generell wurde bei allen Bauserien immer ein zum Triebwagen gehöriger Bei- oder Steuerwagen mitgeliefert.
Alle Fahrzeuge erhielten nach dem Baureihenschema der Deutschen Reichsbahn zunächst die Bezeichnungen VT 2.09 für Triebwagen, VB 2.08 für Beiwagen und VS 2.07 für Steuerwagen. Mit der Einführung des EDV- und UIC-gerechten Nummernsystems ab 1. Juli 1970 erfolgte die Umbezeichnung in die Baureihen 171.0 (Triebwagen), 171.8 (Beiwagen) und 171.7 (Steuerwagen) sowie der Fahrzeuge der letzten Bauserie in 172.0–1 (Triebwagen) und 172.7 (Steuerwagen).
Nach der Vereinigung beider deutscher Staaten mussten die Betriebsnummern der Triebfahrzeuge in ein einheitliches Schema gebracht werden. Am 1. Januar 1992 wurde das am Baureihenschema der DB orientierte gemeinsame Bezeichnungssystem eingeführt. Die Triebwagen erhielten die Stammnummern 771 und 772 sowie die Steuerwagen die 971 und 972. Eine Überführung von noch existierenden Beiwagen in das neue Nummernschema ist nicht bekannt.

## Technik
Die Wagenkästen bestehen aus gekanteten und verschweißten Blechprofilen und sind mit Stahlblechen beplankt. Mit der Längsachse verbaute Trapezbleche verleihen dem Boden des Wagens die erforderliche Stabilität. Auf beiden Seiten befinden sich je zwei doppelflügelige Falttüren. Die Fahrzeuge verfügten über eine optisch-akustische Türschließwarnanlage, bestehend aus einer Klingel und einer roten Warnleuchte, die vor dem automatischen Schließen der Türen aktiviert wurde.
Eine Vielfachsteuerung für Doppeltraktion über ein 55-poliges Steuerkabel gab es ursprünglich nur bei der Baureihe 172. Die verbauten Scharfenberg-Kupplungen waren so bemessen, dass bis zu sechs Wagen im Verbund gefahren, aber nur zwei Triebwagen von einem Führerstand, in verschiedenen Kombinationen (VT+VT+VS, VT+VS+VT, VS+VT+VT+VS, VT+VS+VS+VT etc.) gesteuert werden konnten. Ab drei Motorwagen im Zug waren zu deren Betrieb ein weiterer Fahrzeugführer sowie die Kupplung der sogenannten siebenpoligen Klingelleitung zur Übertragung akustisch codierter Fahranweisungen und der SiFa-Signale erforderlich. Die Vielfachleitungen durften zu diesem Zugteil nicht gekuppelt werden.
Alle Steuerwagen hatten nur an einem Fahrzeugende einen mit den Triebwagen identischen Führerstand. Am gegenüberliegenden Wagenende war ein Gepäckabteil mit einer langen Sitzbank und sechs Klappsitzen eingebaut. Eine Besonderheit der Beiwagen der Baureihe 171.8 war, dass sie bereits Vorbereitungen für ein Dreilichtspitzensignal trugen. Dieses war aber nicht funktionsfähig und nach der Eisenbahn-Signalordnung auch nicht erforderlich. Vielmehr diente diese Vorbereitung der Rationalisierung des Herstellungsprozesses und führte zu einem einheitlichen Erscheinungsbild der Trieb-, Bei- und Steuerwagen. Bei den in späteren Bauserien gefertigten Steuerwagen oder den zu Steuerwagen umgebauten Beiwagen waren die Scheinwerfer als Standlicht funktionsfähig. Ein Dreilicht-Spitzensignal gab es aber nur am Fahrzeugende mit dem Führerstand.
Motorisiert waren sie mit einem Sechszylinder-Reihenmotor vom Typ 6VD 18/15 vom VEB Elbewerk Roßlau, der in Unterflurbauweise angeordnet war. Die Kraftübertragung erfolgt über eine permanent gefüllte Strömungskupplung auf ein Sechsgang-Elektroschaltgetriebe. Alle Gänge befinden sich bei diesem Getriebe im Eingriff, sie werden durch elektrisch betätigte Reibscheibenkupplungen mit integrierten Freiläufen (Überholkupplung) mit der Sekundärwelle gekuppelt. Durch die Freiläufe wurde eine Beschädigung von Motor und Getriebe bei falscher Gangwahl vermieden. 772 003 war zeitweise zu Erprobungszwecken mit einem Elektroschaltgetriebe ohne Freiläufe unterwegs. Die Elektroschaltgetriebe sorgten bis zu ihrem Ersatz durch Voith-Getriebe sehr häufig für Störungen und Ausfälle. Ein am Treibradsatz verbautes Achswendegetriebe ermöglichte den Fahrtrichtungswechsel. Die Umstellung erfolgte elektropneumatisch mit einem Schaltzylinder. Für Schleppfahrten konnte das Achswendegetriebe manuell in Mittelstellung gelegt und mechanisch verriegelt werden.
Mit einem Verbrauch von 50 bis 60 Litern Diesel auf 100 km waren diese Schienenbusse lokbespannten Zügen gegenüber, bei denen mit einem dreistelligen Verbrauch gerechnet wurde, in ökonomischer Sicht oft deutlich überlegen.
Die Stromversorgung des Triebwagens (Motorwagens) erfolgte ursprünglich durch eine Lichtmaschine 24 V / 1,2 kW sowie in Bei- und Steuerwagen durch einen unter dem Wagenboden aufgehängten Gleichstromgenerator, der durch einen Flachriemen angetrieben wurde. Auch mit intakter Ladeanlage konnte wegen der zahlreichen Langsamfahrstellen und der oft niedrigen Fahrplangeschwindigkeit auf den Nebenbahnen meist keine ausreichende Ladung der Batterien erzielt werden. Für den sicheren Betrieb von Beleuchtung und Heizung/Lüftung in den Bei-/Steuerwagen mussten die Fahrzeuge dann während der Abstellpausen aufwändig stationär geladen werden. Im Verlauf der Modernisierung der Baureihe sollten deshalb die Generatoren durch eine zentrale Stromversorgung ersetzt werden, mit der die antriebslosen Fahrzeuge vom Triebwagen versorgt werden konnten. Das Projekt „Zentrale Stromversorgung“ wurde, abgesehen von Versuchsfahrzeugen, allerdings erst mit der Modernisierung der Baureihe ab 1994 realisiert. Dazu wurden in den Triebwagen je zwei parallelgeschaltete und in ihrer Leistung aufeinander abgestimmte Drehstromlichtmaschinen mit je 3,0 kW verbaut. Zur Verbindung mit den Steuerwagen rüstete das Ausbesserungswerk die nötige Verkabelung und vierpolige Hochstromsteckdosen an den Fahrzeugenden nach. Die Verbindung erfolgte durch ein lose mitgeliefertes Verbindungskabel.
Die Motorkühlung erfolgte durch einen Unterflurkühler. Der Kühlerblock, dessen Lüfter – abhängig von der Kühlmitteltemperatur – von einem Hydrostatikmotor angetrieben wurde, war unter dem Führerstand 1 aufgehängt.
Der Fahrgastraum der Triebwagen (VT) wurde durch ein kühlwassergespeistes sowie ein ölgefeuertes Luftheizgerät beheizt, die Steuer- (VS) und Beiwagen (VB) waren zu diesem Zweck mit je zwei ölgefeuerten Luftheizgeräten ausgerüstet. Diese wurden mittels Thermostaten gesteuert, sodass sich die Heizleistung automatisch der Außentemperatur anpasste.
Die Baureihe (VT+VB+VS) war an allen Radsätzen mit Scheibenbremsen mit je einer geteilten und innenbelüfteten Bremsscheibe ausgerüstet. Die Triebwagen besaßen zusätzlich eine tiefaufgehängte Magnetschienenbremse, die nur in Schnellbremsstellung des Führerbremsventils ST125Mg wirksam wurde. Dadurch waren auch auf selten befahrenen und daher oft verschmutzten und schmierigen Strecken im Notfall angemessen kurze Bremswege erreichbar. Mit Einbau des Voithgetriebes erhielten die rekonstruierten Triebwagen noch eine dreistufige hydrodynamische Bremse, die den Verschleiß der herkömmlichen Reibelemente merklich minimierte.

## Modernisierung

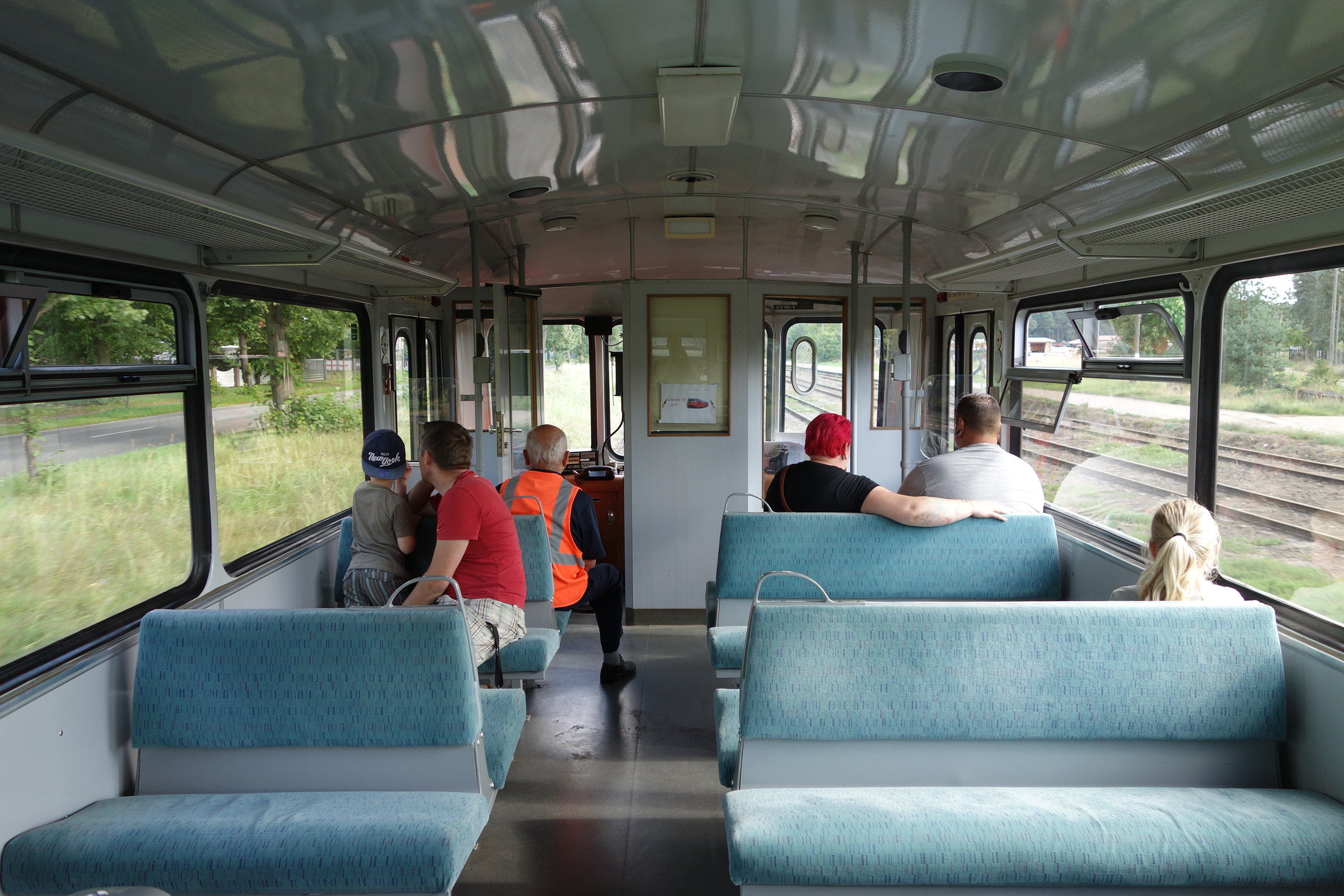
Modernisierter Innenraum

Zum 1. Januar 1992 wurden die Triebwagen in das Baureihenschema der Deutschen Bahn überführt und erhielten die Baureihennummern 771 und 772, die Beiwagen 971 und die Steuerwagen 972.
Da die künftige Deutsche Bahn auf die Triebwagen noch nicht verzichten konnte, wurde mit den ab Oktober 1991 verfügbaren Musterfahrzeugen 771 009 und 771 073 eine Modernisierung der Baureihe angestoßen. Als erstes modernisiertes Fahrzeug verließ der 772 014, der spätere Erdgastriebwagen, das damalige Raw Halle.
Bei der Modernisierung kamen im Innenraum helle Sprelacartplatten sowie getönte Verbundglasscheiben zum Einsatz. Die Polsterung wurde auf den seinerzeit üblichen grünen Stoff umgestellt. Der bis dahin zum Fahrgastraum offene Führerplatz bekam eine abtrennende Rückwand mit Fenstern und einer abschließbaren Tür. Die Holzpulte wurden größtenteils durch GFK-Pulte im neuen Design ersetzt.
Wegen der verschlissenen Originalmotoren kam bei den Versuchsfahrzeugen erstmals MAN-Unterflurmotoren 2866 UH, eingestellt auf 135 kW, zum Einbau. Mit dem Ersatz der ursprünglichen Sechsgang-Elektroschaltgetriebe ES86/1 durch Dreigang-Differentialwandlergetriebe Voith Diwa D863 erfolgte die finale Erhöhung der Motorleistung auf 162 kW. Mit der neuen Antriebsanlage konnte auch der Geräuschpegel im Innenraum angenehm verringert werden.
Des Weiteren wurde die komplette elektrische Anlage erneuert, die Türen erhielten neue Steuerventile und Betätigungen. Warnleuchten, die Beschallungsanlage zur Anfahrwarnung und für Durchsagen sowie Haltewunschtaster sorgten fortan für mehr Sicherheit. Im Werk Stendal erhielten einige Triebwagen seitenselektive Türsteuerungen und pneumatisch ausfahrbare Spiegel. Damit war ein wirtschaftlicher Einsatz als Kleinpersonenzug ohne Zugführer möglich.
Sämtliche nachgerüsteten Funktionen wurden über die neuen Vielfachsteuerverbindungen in alle gekuppelten Fahrzeuge übertragen. Eine Kupplung der Steuerleitung war allerdings nur innerhalb modernisierter Fahrzeuge möglich. Ein weiteres, seit dem Erscheinen des ersten Triebzuges bestehendes Problem konnte mit der Modernisierung behoben werden: die Energieversorgung der Steuerwagen. Fortan wurden die Batterien der gekuppelten, antriebslosen Wagen über die nachgerüstete Zentrale Energieversorgung (ZEV) von einer Lichtmaschine am Motor des Triebwagens geladen. Das Dilemma leerer Steuerwagenbatterien, besonders im winterlichen Heizbetrieb, war damit nach 25 Jahren beseitigt.
Dem Stand der Technik folgend erhielten die Fahrzeuge nun auch eine neue elektronische Sicherheitsfahrschaltung SIFA93, Zugfunkgeräte MESA2002 und Punktförmige Zugbeeinflussung PZ80. Auch die Bordgeräte für den inzwischen verfügbaren EBuLa (Elektronischer Buchfahrplan) wurde nachgerüstet. Allerdings bedingte die Unterbringung der erweiterten elektrischen Anlage und ihrer Komponenten auch die Vergrößerung und damit eine Neuplatzierung des Schaltschrankes im Fahrgastraum. Durch den gesteigerten Platzbedarf – gegenüber der Toilette – musste die Anzahl der Sitzplätze von 50 auf 42 reduziert werden.
Die neue Farbgebung erfolgte in den seinerzeitigen Produktfarben der Deutschen Bundesbahn des Nahverkehrs, Pastelltürkis und Minttürkis. Insbesondere der Austausch der Antriebsanlage ermöglichte den Weiterbetrieb der Fahrzeuge über eine weitere Revisionsperiode.
Insgesamt wurden 55 Triebwagen bis 1996 modernisiert oder umgebaut. Dabei erhielten einige Fahrzeuge auch neue Rahmen und ehemalige Beiwagen wurden zu Triebwagen umgebaut. Weitere 33 Triebwagen der Baureihe 771 rüstete man nachträglich mit dem neuen Antriebssystem aus.
Für den umweltfreundlichen Betrieb mit Erdgas wurden die zwei Triebzüge 771 014/971 614 und 771 050/971 650 der Usedomer Bäderbahn auf Erdgasantrieb umgebaut. Dabei wurden die Einheiten jeweils fest gekuppelt und hatten nur noch je einen Endführerstand. Der Erdgasvorrat wurde unter dem Steuerwagen mitgeführt. Somit waren beide Fahrzeuge nur noch gemeinsam zu betreiben. Der Versuchsbetrieb wurde mit Fristablauf der aufwändig umgebauten Fahrzeuge eingestellt.

## Verbleib

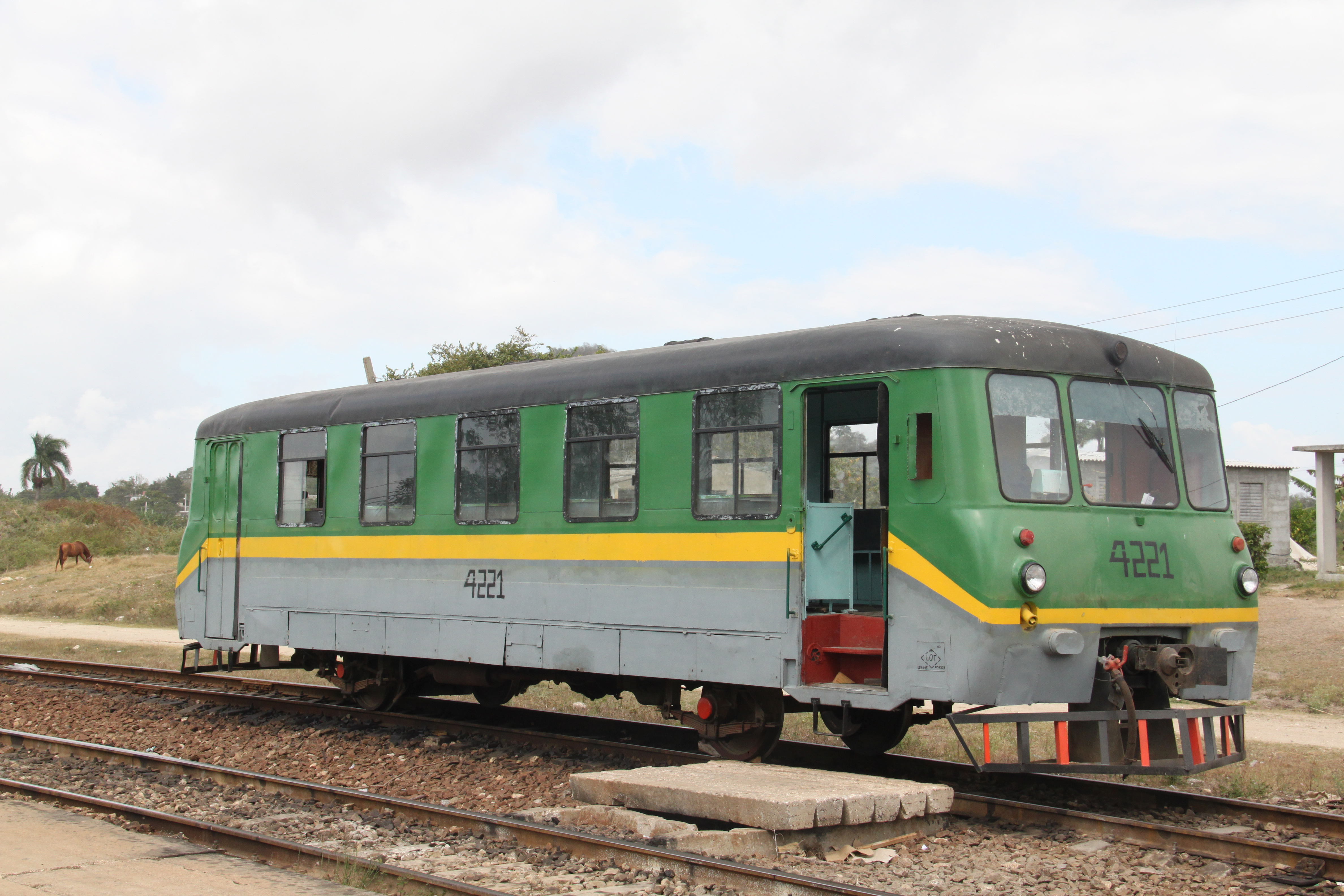
Ehemaliger VT 2.09 auf Kuba

In Deutschland war der letzte reguläre Einsatzort Stendal. Hier war 772 155 am 4. Januar 2004 letztmalig planmäßig im Einsatz.
Vom 26. Januar 2006 bis 30. März 2019 waren die beiden Triebwagen 772 140 und 141 der Deutschen Bahn beim RegioNetz Oberweißbacher Berg- und Schwarzatalbahn wieder im Einsatzbestand. Beide Triebwagen wurden modernisiert, mit geschlossenen WC-Systemen ausgestattet und erhielten wieder ihre ursprüngliche Lackierung der Deutschen Reichsbahn. Sie wurden hauptsächlich für Sonderfahrten genutzt, kamen aber auch im Regelbetrieb auf der Schwarzatalbahn zum Einsatz, wenn einer der beiden Triebwagen der Baureihe 641 zur Instandhaltung im Werk Erfurt war. 2019 wurden diese beiden Exemplare verkauft.
22 der ausgemusterten Fahrzeuge wurden nach Kuba geliefert. Davon waren viele jedoch 2013 nicht mehr einsatzfähig. 16 Trieb- und Beiwagen wurden nach Rumänien verkauft, generalüberholt, grau-blau lackiert und waren (Stand: 2019) in Brasov im Einsatz. Andere Fahrzeuge gingen nach Spanien an die Gestor de Infraestructuras Ferroviarias, eine Gleisbaufirma, sowie an Julius Berger Nigeria (JBN), eine Tochter von Bilfinger. Einige Fahrzeuge wurden nach Brasilien verkauft, wo sie noch eingesetzt werden, aber ein Einsatzende wegen Ersatzteilemangels abzusehen ist.
Einige Triebwagen sind bei verschiedenen Schienenfahrzeughaltern für Sondereinsätze erhalten geblieben. Die Hafenbahn Neustrelitz e. V. und die Ostsächsischen Eisenbahnfreunde e. V. setzen regelmäßig ihre Triebwagen für Sonderfahrten ein. Die Traditionsgemeinschaft Ferkeltaxi e. V. besitzt mehrere Triebwagen, mit denen ein umfangreiches Sonderfahrtenprogramm in Mitteldeutschland durchgeführt wird. In Zusammenarbeit mit der Leipziger Dampf KulTour werden diese Triebwagen zudem bei Charterfahrten und Pendelverkehren bei Eisenbahnfesten eingesetzt. Die Eisenbahnnostalgie Vogtland, deren Triebwagen im historischen Bahnbetriebswerk Adorf (Vogtl) beheimatet sind, setzt diese unter anderem auf der Erzgebirgischen Aussichtsbahn ein.

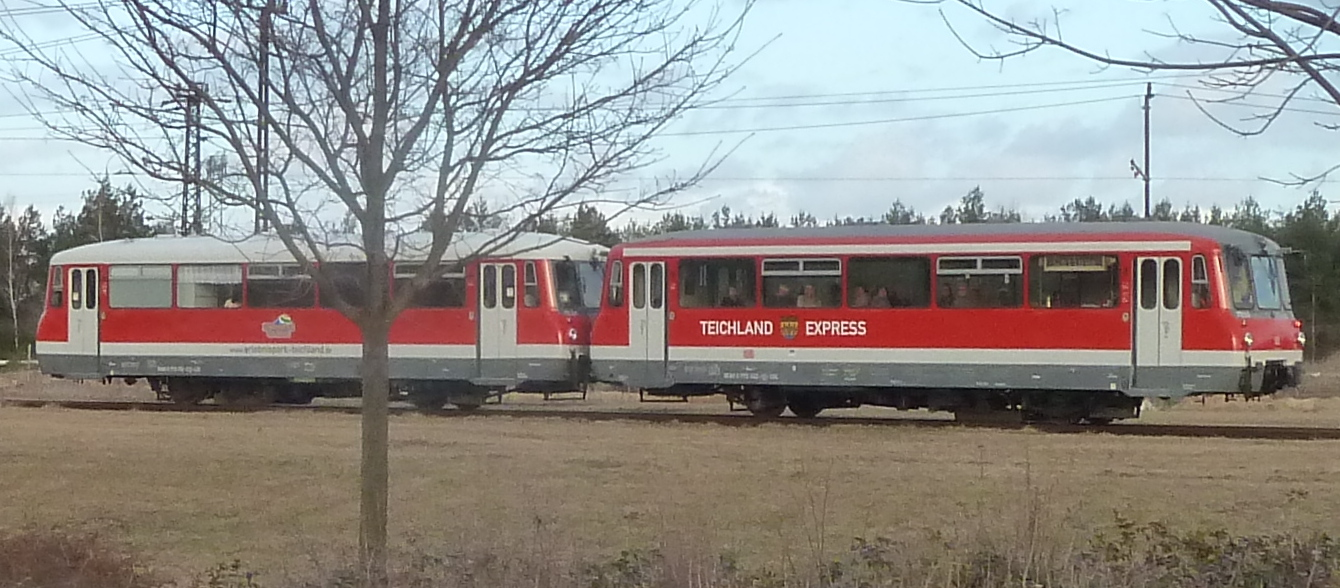
772 332 und 772 342 des Lausitzer Dampflok-Clubs

Besonders auffällig ist bis heute der privat erhaltene Triebwagen 772 342. Das Fahrzeug wurde 2001 vom „Maler“ des damaligen Werkes Leipzig Süd nach einem Graffitianschlag versuchsweise mit den neuen Produktfarben der DB Regio AG (verkehrsrot) lackiert. Nach mehrjähriger Ausstellung auf dem Museumsgleis des Leipziger Hauptbahnhofs wurde der Triebwagen von einer Privatperson erworben und wird vom Lausitzer Dampflokclub e. V. mit neuer Hauptuntersuchung und einem passenden weiteren Triebwagen, dem 772 332, der nachträglich ebenfalls in das verkehrsrote Farbschema geändert wurde, eingesetzt.
Folgende Trieb- und Steuerwagen sind 2023 betriebsfähig und je nach Fristen einsatzbereit:
- 772 001, 972 601: Hafenbahn Neustrelitz
- 772 342, 772 332: BCG Office Consult, verliehen an Lausitzer Dampflok Club
- 772 140, 772 141: Eisenbahn-Bau- und Betriebsgesellschaft Pressnitztalbahn
- 772 149, 972 749, 772 158, 972 740: up-schienenfahrzeugtechnik
- 772 171, 772 132, 972 760: Traditionsgemeinschaft Ferkeltaxi, verliehen an Leipziger DampfKultur
- 771 056, 772 155, 772 312, 772 367, 772 414, 972 771, 972 741: Eisenbahnnostalgie Vogtland
- 772 413, 972 502: Ostsächsische Eisenbahnfreunde Löbau, verliehen an Leipziger DampfKultur
- 772 173: Usedomer Eisenbahngesellschaft
- 772 345: Erfurter Bahnservice

## Spitznamen
Die Triebwagen erhielten schnell den Namen Ferkeltaxe, auch als Blutblase, Sandmännchenzug oder Eule waren die Triebwagen bekannt. Der erste Begriff soll daher rühren, dass das Fahrzeug oft in ländlichen Gegenden verkehrte, wo die Bevölkerung es auch zum Transport von Kleinvieh, Federvieh oder auch Ferkeln benutzte.

## Galerie

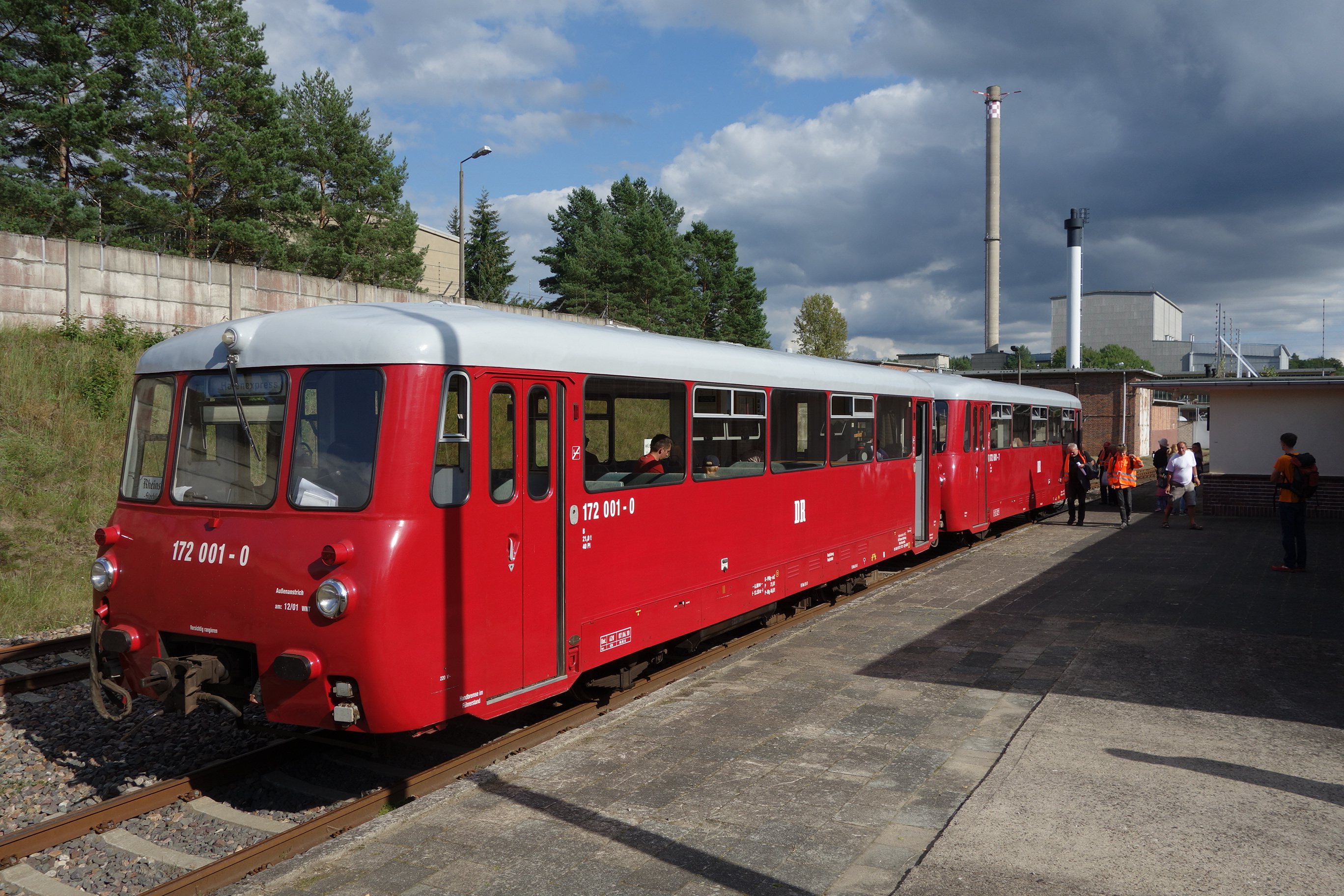
172 001+601 im Bahnhof Rheinsberg Stechlinsee
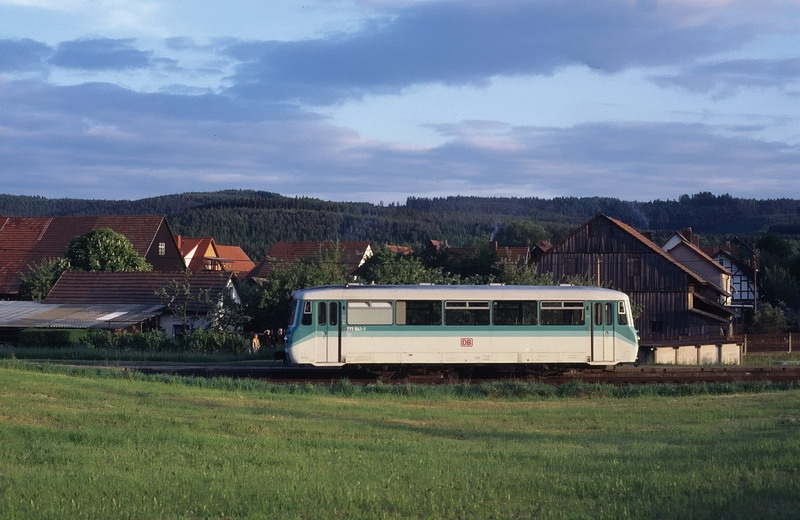
771 041 bei Rappelsdorf
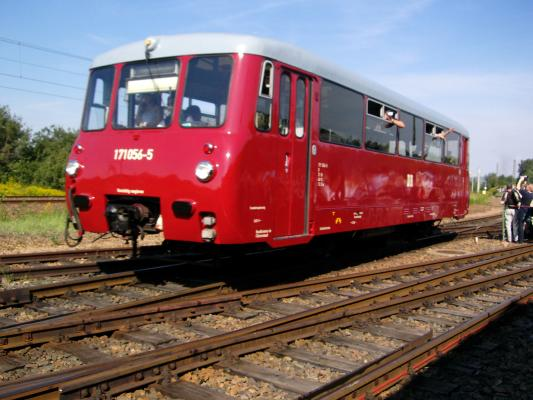
Der 171 056-5 in Chemnitz-Hilbersdorf
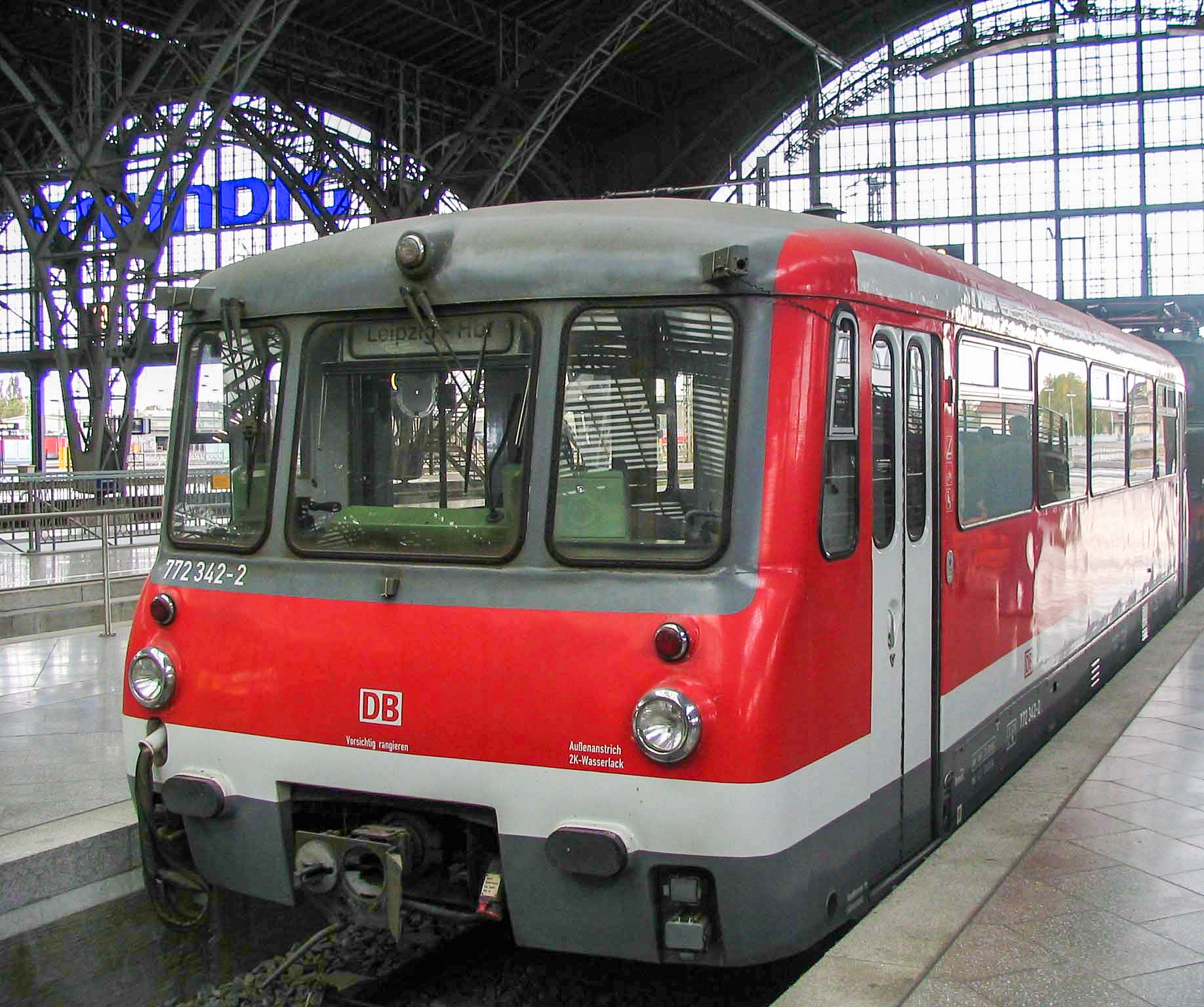
772 342 während seiner Zeit als Exponat im Leipziger Hauptbahnhof
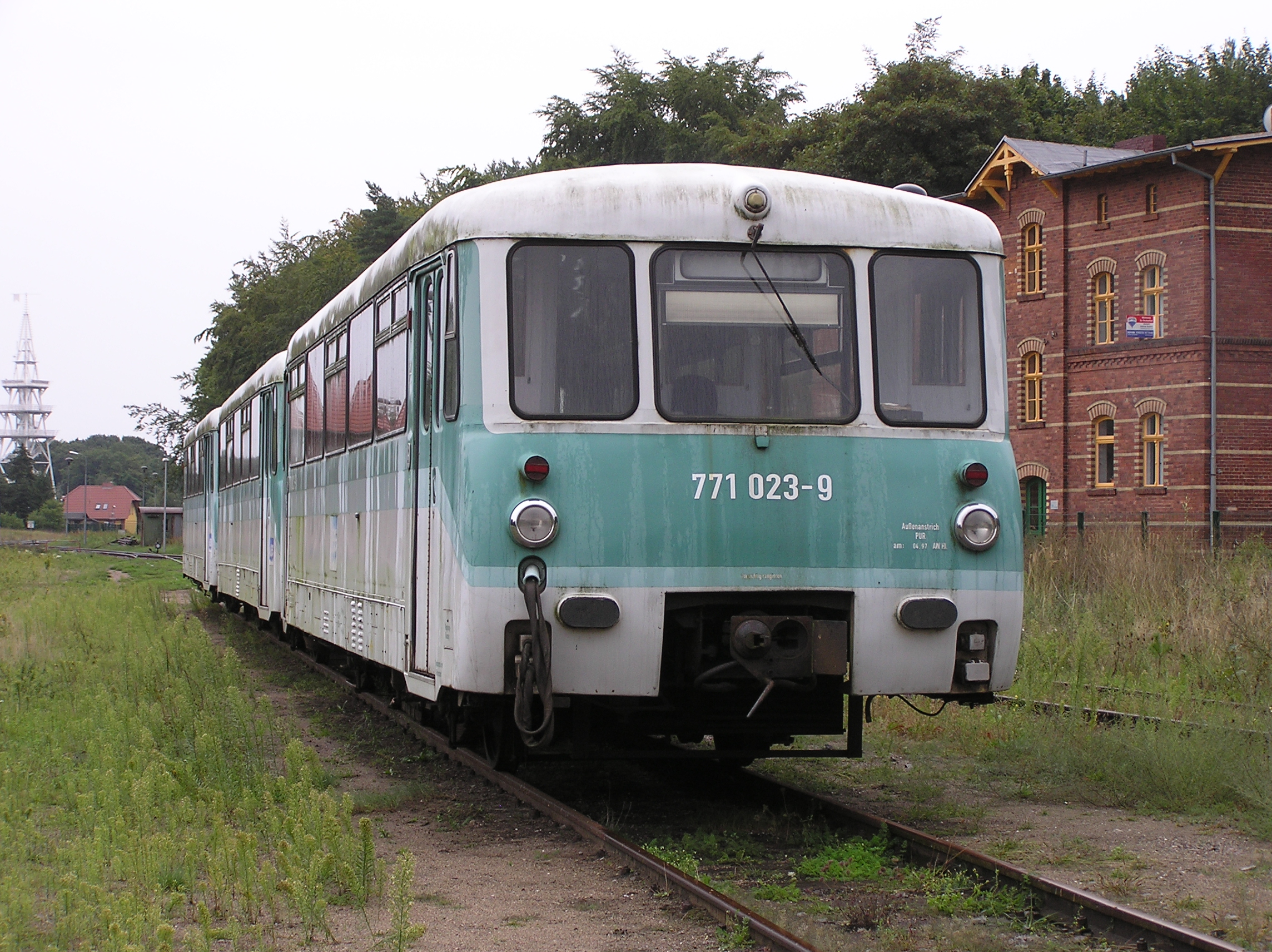
771 023 im Bahnhof Seebad Heringsdorf
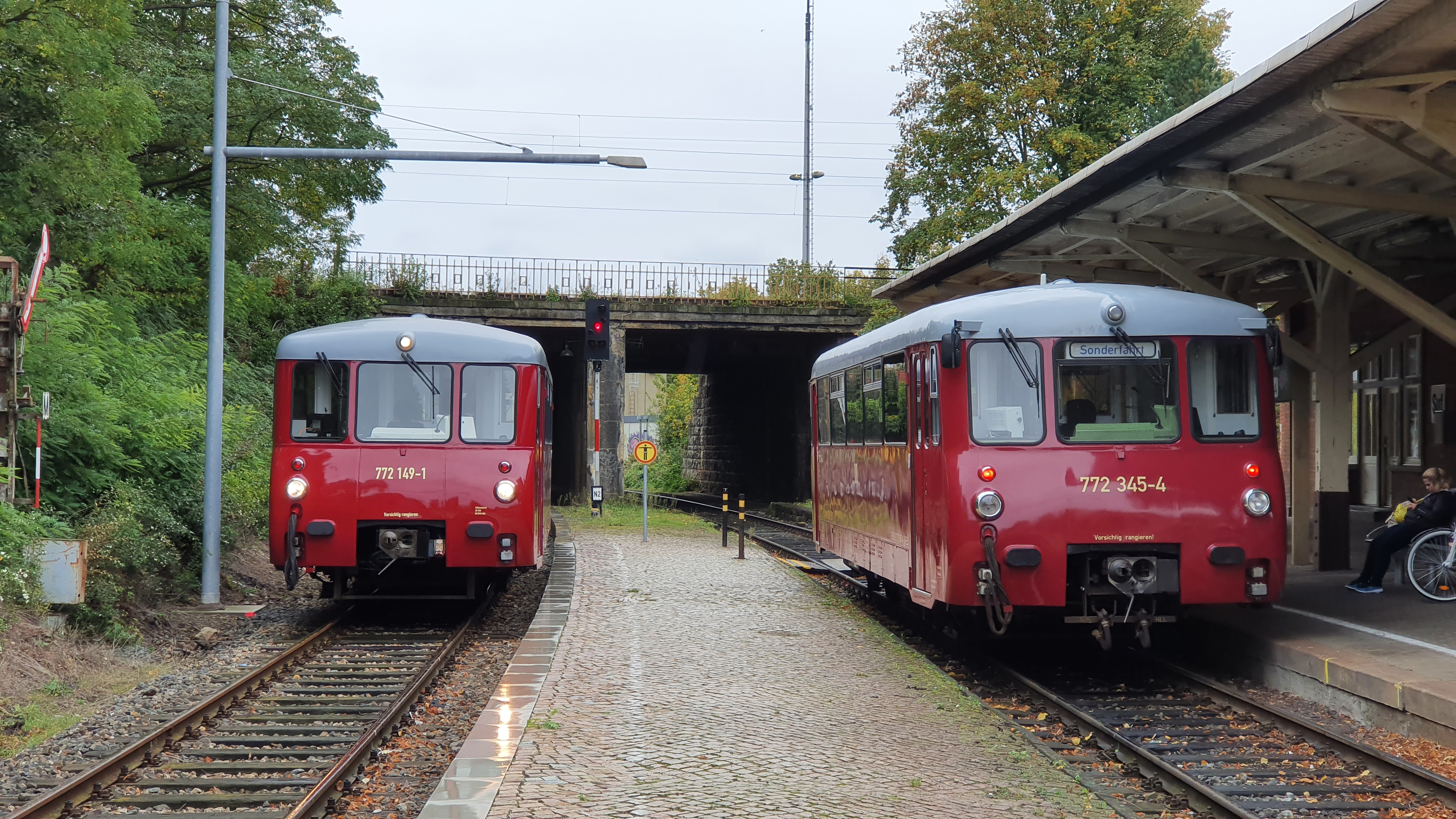
772 149 und 772 345 im Bahnhof Sömmerda